# Nguyễn Sĩ Lâm
Nguyễn Sĩ Lâm (sinh 1963) là đại biểu Quốc hội Việt Nam khóa X. Ông thuộc đoàn đại biểu An Giang.
Tên thường gọi: Nguyễn Sĩ Lâm
Ngày sinh: 1/12/1963
Giới tính: Nam
Dân tộc: Kinh
Tôn giáo: Không
Quê quán: Xã Mỹ Luông, huyện Chợ Mới, An Giang
Trình độ chuyên môn: Kỹ sư trồng trọt
Nghề nghiệp, chức vụ: Trưởng Trạm Bảo vệ thực vật huyện Chợ Mới, tỉnh An Giang.
Nơi làm việc: Trạm Bảo vệ thực vật huyện Chợ Mới, tỉnh An Giang.
Nơi ứng cử: An Giang
Đại biểu Quốc hội khoá: X
Đại biểu chuyên trách: Không
Đại biểu Hội đồng nhân dân: Không